# RMP4
RMP4（アールエムピーフォー）は、米シグマデザインズ社が開発した、無償配布されているMPEG-4系のビデオコーデックである。正式名称はREALmagic MPEG-4 Video Codec。
現地時間で2002年6月26日に同社のサイトで無償公開され、ISO MPEG-4（Advanced Simple Profile Level 5）準拠と発表している。
後日オープンソースのXvidコミュニティーからソースコードの盗用を指摘され、同社の調査結果盗用が発覚した。これによりXvidの使用条件であるGNU GPLライセンスに基づき、2002年8月22日にRMP4のソースコードが公開されることになった。